# Chintila

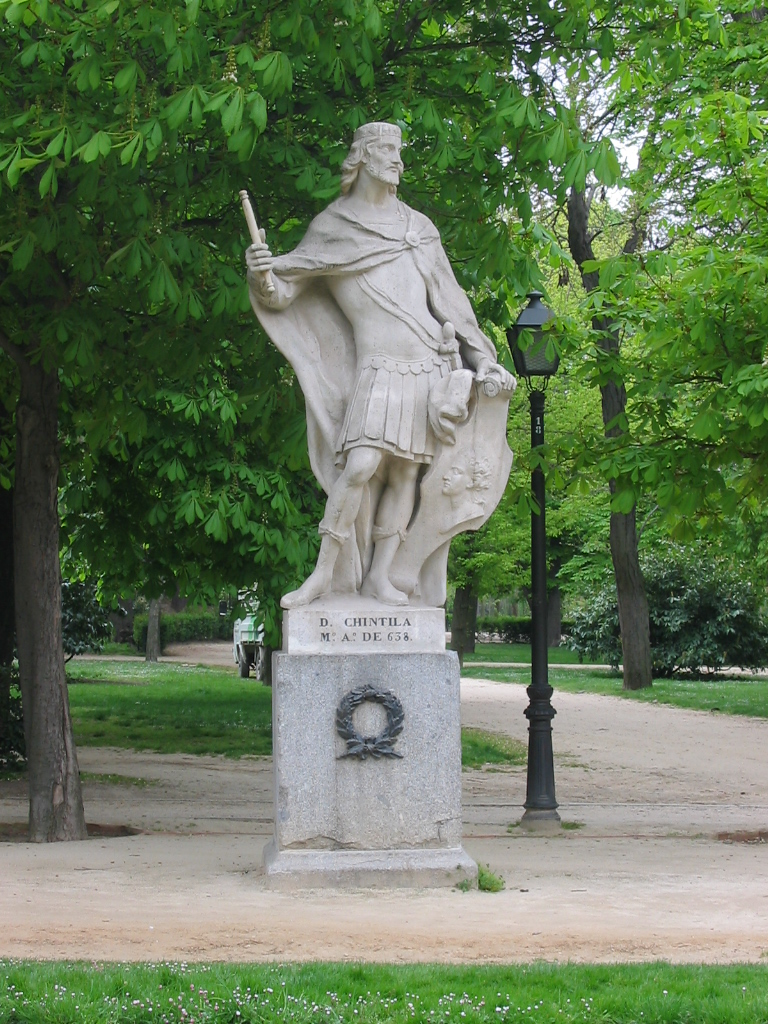
Standbeeld van Chintila in Madrid.

Chintila (? - december 639) was korte tijd koning van de Visigoten in Spanje. Hij regeerde van 636 tot 639. Hij was de zoon van Swinthila en Theodora, de dochter van de Visigotische koning Sisebut.
De omstandigheden waaronder hij koning werd zijn niet duidelijk. Misschien dat hij daarom in het eerste jaar van zijn regeerperiode al een synode in Toledo belegde waarop de positie van de koning versterkt werd. De houding van Chintila tegenover de kerk was zeer meegaand, hetgeen tot een vreedzame - zij het korte - machtsperiode leidde. Chintila stierf een natuurlijke dood en slaagde er zelfs in om - tegen de traditie van de Visigoten in - zijn zoon Tulga als opvolger aan te stellen.